# Primer Gobierno de Rueda
El Primer Gobierno Rueda (gallego: Primeiro Goberno Rueda) es el gobierno autónomo de Galicia desde el 16 de mayo de 2022, bajo la XI legislatura del Parlamento.
Está dirigido por el conservador Alfonso Rueda y formado tras la dimisión de Alberto Núñez Feijóo. Sucede al gobierno de Feijóo IV.

## Historia
Este gobierno está encabezado por el nuevo presidente de la Junta de Galicia, el conservador Alfonso Rueda, hasta ahora vicepresidente primero y consejero de Presidencia. Está formado y apoyado por el Partido Popular (PP). Solo tiene 42 diputados de 75, o el 56% de los escaños del Parlamento.
Se formó tras la dimisión de Alberto Núñez Feijóo, en el poder desde 2009. 
Sucede, por tanto, al gobierno de Feijóo IV, también constituido y apoyado únicamente por el Partido Popular.

### Formación
El 2 de abril de 2022, Alberto Núñez Feijóo fue elegido presidente del Partido Popular tras una crisis interna importante y sin precedentes. Para dedicarse a este nuevo compromiso político nacional, renunció a la presidencia de la Junta el 29 de abril y se ocupó de los asuntos de actualidad.
El presidente del Parlamento de Galicia, Miguel Ángel Santalices Vieira, indica el 2 de mayo -tras sus consultas a los grupos parlamentarios- que propone la candidatura de Alfonso Rueda a la presidencia de la Junta, tras señalar que es el que cuenta con mayor apoyo entre los parlamentarios , y que convoque al debate para su toma de posesión los días 10 y 12 de mayo. El 12 de mayo Alfonso Rueda se ganó la confianza de los diputados por 41 votos a favor y 33 en contra 3. Prestó juramento dos días después de su toma de posesión.
Su ejecutivo tomó posesión el 16 de mayo, incluyendo varios cambios en los nombres de las carteras, el nombramiento de Diego Calvo  para las funciones que anteriormente desempeñaba Rueda y el ascenso de Francisco Conde como vicepresidente primero.

### Evolución
Debido a la candidatura de dos concejales en las elecciones generales anticipadas del 23 de julio de 2023 en las listas del Partido Popular, Francisco Conde y Rosa Quintana , el presidente Alfonso Rueda se ve obligado a llevar a cabo una reorganización de gobierno, que revelará el 13 de junio. Asciende a Diego Calvo Pouso a vicepresidente primero y a Ángeles Vázquez Mejuto  a vicepresidenta segunda, nombra a María Jesús Lorenzana , anteriormente consejera de Empleo, como consejera de Economía tras Francisco Conde. Así, la reemplaza Elena Rivo, académica, mientras que el ex alcalde de Cervo, Alfonso Villares , reemplaza a Rosa Quintana como consejera del Mar. Los miembros transferidos o designados para el ejecutivo prestan juramento y toman posesión de sus cargos dos días después.

## Composición
|                                                           |                                                           |                                                                      |                                                                     |  |
| Primer Gobierno de Alfonso Rueda                          |                                                           |                                                                      |                                                                     |  |
| 14 de mayo de 2022-15 de abril de 2024                    |                                                           |                                                                      |                                                                     |  |
|                                                           | Partido Popular de Galicia                                |                                                                      |                                                                     |  |
|                                                           | Independiente                                             |                                                                      |                                                                     |  |
| Presidente                                                | Presidente                                                |                                                                      | Alfonso Rueda 14 de mayo de 2022-15 de abril de 2024                |  |
| Vicepresidente Primero                                    | Vicepresidente Primero                                    |                                                                      | Francisco Conde López 14 de mayo de 2022-15 de junio de 2023        |  |
| Vicepresidente Primero                                    | Vicepresidente Primero                                    | Diego Calvo Pouso 15 de junio de 2023-15 de abril de 2024            |                                                                     |  |
| Vicepresidenta Segunda                                    | Vicepresidenta Segunda                                    |                                                                      | Diego Calvo Pouso 14 de mayo de 2022-15 de junio de 2023            |  |
| Vicepresidenta Segunda                                    | Vicepresidenta Segunda                                    | Ángeles Vázquez Mejuto 15 de junio de 2023-15 de abril de 2024       |                                                                     |  |
| Presidencia, Justicia y Deportes                          | Presidencia, Justicia y Deportes                          |                                                                      | Diego Calvo Pouso 14 de mayo de 2022-15 de abril de 2024            |  |
| Hacienda y Administración Pública                         | Hacienda y Administración Pública                         |                                                                      | Miguel Corgos López-Prado 14 de mayo de 2022-15 de abril de 2024    |  |
| Medioambiente, Territorio y Vivienda                      | Medioambiente, Territorio y Vivienda                      |                                                                      | Ángeles Vázquez Mejuto 14 de mayo de 2022-15 de abril de 2024       |  |
| Economía, Empresa e Innovación                            | Economía, Empresa e Innovación                            |                                                                      | Francisco Conde López 14 de mayo de 2022-15 de junio de 2023        |  |
| Economía, Empresa e Innovación                            | Economía, Empresa e Innovación                            | María Jesús Lorenzana Somoza 15 de junio de 2023-15 de abril de 2024 |                                                                     |  |
| Infraestructura y Movilidad                               | Infraestructura y Movilidad                               |                                                                      | Ethel Vázquez Mourelle 14 de mayo de 2022-15 de abril de 2024       |  |
| Cultura, Educación, Formación Profesional y Universidades | Cultura, Educación, Formación Profesional y Universidades |                                                                      | Román Rodríguez González 14 de mayo de 2022-15 de abril de 2024     |  |
| Política Social y Juventud                                | Política Social y Juventud                                |                                                                      | Fabiola García Martínez 14 de mayo de 2022-15 de abril de 2024      |  |
| Sanidad                                                   | Sanidad                                                   |                                                                      | Julio García Comesaña 14 de mayo de 2022-15 de abril de 2024        |  |
| Promoción del Empleo e Igualdad                           | Promoción del Empleo e Igualdad                           |                                                                      | María Jesús Lorenzana Somoza 14 de mayo de 2022-15 de junio de 2023 |  |
| Promoción del Empleo e Igualdad                           | Promoción del Empleo e Igualdad                           | Elena Rivo López 15 de junio de 2023-15 de abril de 2024             |                                                                     |  |
| Mundo Rural                                               | Mundo Rural                                               |                                                                      | José González Vázquez 14 de mayo de 2022-15 de abril de 2024        |  |
| Mar                                                       | Mar                                                       |                                                                      | Rosa Quintana Carballo 14 de mayo de 2022-15 de junio de 2023       |  |
| Mar                                                       | Mar                                                       | Alfonso Villares Bermúdez 15 de junio de 2023-15 de abril de 2024    |                                                                     |  |